# توماس واسبرگ
توماس واسبرگ (به آلمانی: Thomas Wassberg) ورزشکار مرد رشتهٔ اسکی صحرانوردی اهل کشور سوئد است. وی در بین سال‌های ‎۱۹۸۰ تا ۱۹۸۸ میلادی در مسابقات بازی‌های المپیک زمستانی در مجموع ۴ مدال طلا را کسب کرد.